# DW-I
DW-I (нем. Durchbruchswagen) - немецкий экспериментальный танк прорыва, разработанной фирмой Henschel-Werke в Касселе в период с 1935 по 1938 год. На смену этому танку пришла модель DW-II. Обе модели стали прототипами для тяжелого танка VK 30.01 (H).

## Концепция
Durchbruchswagen с немецкого языка переводится как "танк прорыва". Название полностью отражает идею и суть заложенную конструктором. По классификации это тяжелый танк, разрабатываемый и эксплуатируемый с 1935 по 1939 год. В то время в Германии только разрабатывались Pz. Kpfw. II.

## Разработка
В январе 1937 года (по данным немецких документов) уже начиналось строительство опытного образца. Сама разработка началась двумя годами ранее в 1935 году.
Компания Krupp (немецкой бронетехники) вела проект по созданию этого танка, однако другие компании также занималась работой по разработке этого танка.
Krupp строила орудие (7,5см орудие), а также башню, другие компании строили шасси.

## Характеристики
Вооружен он был либо 75-мм пушкой KwK 37, либо 3,7 см PaK 35/36. Бронирован 50-мм вертикальной броней со всех сторон. Крыша и днище были по 20 мм в толщину. На танке был установлен двигатель Maybach HL 120 TR мощностью 280 лошадиных сил. Танк разгонялся до 40 километров в час.

## Вклад в танкостроение
Этот танк был основоположником и базой для постройки  целого ряда бронетехники в числе которых были такие танки как немецкие "Тигр" и "Тигр 2".
Также он был основой и для оставшихся на чертежах танков, таких как, например, "Лев" (нем. Löwe, Pz. Kpfw. VII).